# Joinville EC
Joinville Esporte Clube, meestal kortweg Joinville of ook wel JEC genoemd, is een voetbalclub uit de Braziliaanse stad Joinville in de deelstaat Santa Catarina.

## Geschiedenis
De club, die werd opgericht in 29 januari 1976 door een fusie tussen Caxias en América. De club speelt haar wedstrijden sinds 2004 in de door de gemeente gefinancierde Arena Joinville (bijnaam: Casa Tricolor). Dit stadion biedt plaats aan 22.400 personen, maar deze capaciteit zal in de toekomst worden uitgebreid tot 30.000 plaatsen.
Voornaamste rivalen van de club zijn Avaí FC en Figueirense FC. Joinville strijdt jaarlijks om het lokale Campeonato Catarinense, of bij groot succes daarin ook in de landelijke Campeonato Brasileiro Série B waarin de club in 2014 kampioen werd. Na één seizoen degradeerde de club terug. In 2016 volgde zelfs een tweede degradatie op rij. In 2017 miste de club de eindronde door een slechter doelsaldo, maar in 2018 volgde een nieuwe degradatie, waardoor de club amper enkele jaren na het avontur in de Série A in de Série D zal moeten aantreden. 

## Erelijst
Campeonato Brasileiro Série B
2014
Campeonato Brasileiro Série C
2011
Recopa Sul-Brasileira
2009
Campeonato Catarinense
1976, 1978, 1979, 1980, 1981, 1982, 1983, 1984, 1985, 1987, 2000, 2001

## Bekende spelers
- / Douglas
- Marcelinho
- Márcio Santos

## Trivia
- Joinville is ook actief in het zaalvoetbal in de Liga Futsal, de hoogste Braziliaanse futsalcompetitie.